# Maciej Zakrzewski
Maciej Zakrzewski (ur. w 1980) – polski politolog, absolwent Uniwersytetu Jagiellońskiego, doktor nauk politycznych, naukowiec, pracownik IPN Oddział w Krakowie, nauczyciel akademicki, publicysta.

## Życiorys
Stopień naukowy doktora nauk politycznych macierzystej uczelni uzyskał w 2011 roku na Wydziale Studiów Międzynarodowych w Instytucie Nauk Politycznych i Stosunków Międzynarodowych UJ.
Specjalizuje się w angielskiej myśli politycznej oraz dziejach konserwatyzmu.
Jest jednym z autorów publikacji Ośrodka Myśli Politycznej w Krakowie. Publikuje w Politeji, piśmie Wydziału Studiów Międzynarodowych i Politycznych UJ.
Promotorem pracy doktorskiej był profesor Bogdan Szlachta.

## Wybrane publikacje
- Maciej Zakrzewski, "Bolingbroke - polityk czy myśliciel polityczny", "Politeja" nr 2(6), 2006
- Maciej Zakrzewski, publikacja w wydawnictwie Ośrodka Myśli Politycznej w Krakowie
- Maciej Zakrzewski, "W obronie konstytucji. Myśl polityczna Henry'ego Saint Johna wicehrabiego Bolingbroke'a", Kraków 2012. ISBN 978-83-62628-21-6.

## Książki
- Maciej Zakrzewski, „Rewolucja konserwatywna – przypadek polski. Myśl polityczna środowiska „Buntu Młodych” i „Polityki” (1931–1939)”, Kraków 2021. ISBN 978-83-82293-14-2